# Gabriel Álvez
Gabriel Álvez (Montevideo, 26 de dezembro de 1974) é um ex-futebolista uruguaio que atuava como atacante.

## Carreira
Gabriel Álvez integrou a Seleção Uruguaia de Futebol na Copa América de 1999.

## Títulos
Uruguai
- Copa América de 1999: 2º Lugar